# د سانتا ماریا لا مایور
د سانتا ماریا لا مایور (به اسپانیایی: Misión jesuítica de Santa María la Mayor) یک منطقهٔ مسکونی در آرژانتین است که در سانتا ماریا واقع شده‌است.
د سانتا ماریا لا مایور یکی از آثار کشور آرژانتین است که در شهر سانتا ماریا قرار دارد. این مکان با توجه به معیارهای iv به عنوان یک مکان فرهنگی در فهرست میراث جهانی یونسکو در آرژانتین قرار گرفت.

## موقعیت
د سانتا ماریا لا مایور در سانتا ماریا واقع شده‌است.